# Прапор Криничанського району
Пра́пор Кринича́нського райо́ну затверджений 24 липня 2004 р. рішенням № 10-9/XXIV сесії Криничанської районної ради.

## Опис
Прямокутне полотнище зі співвідношенням сторін 2:3 складається з двох вертикальних смуг, від древка — синя (завширшки 1/3 довжини прапора), із вільного краю — жовта, посередині лінії розділення полів щит із гербом району (висота щита дорівнює 3/7 ширини прапора).
Автори — А. Б. Гречило, І.Вишинський.
Комп'ютерна графіка — К. М. Богатов.